# 陳子佐
陳子佐（1518年—？），字道誨，號霞山，福建泉州府惠安縣人，民籍，明朝政治人物。

## 生平
嘉靖二十八年己酉科（1549年）福建鄉試第六十名舉人。嘉靖三十五年（1556年）中式丙辰科會試第六十八名，三甲第一百四十六名進士。工部观政，授直隶昆山县知县，三十九年升南京户部主事，四十二年復除户部，四十五年升员外，隆慶元年升郎中。出任广西平乐府知府，万历二年（1574年）正月升陕西行太仆寺少卿。

## 家族
曾祖陳元翰；祖父陳文奎；父陳璿。嫡母杜氏；生母楊氏。弟子顯。